# Agüimes
Agüimes ist eine Gemeinde (spanisch Municipio) auf der Kanarischen Insel Gran Canaria. Sie hat 33.179 Einwohner (Stand: 2024) auf einer Fläche von 79,28 km². Verwaltungssitz ist der gleichnamige Ort.

## Geographie
Das Gemeindegebiet von Agüimes erstreckt sich im Osten der Insel zwischen Ingenio im Norden und Santa Lucía de Tirajana im Süden von der Küste bis ins Innere der Insel, wo es an der westlichen Spitze die Grenzen von San Bartolomé de Tirajana und Valsequillo berührt.

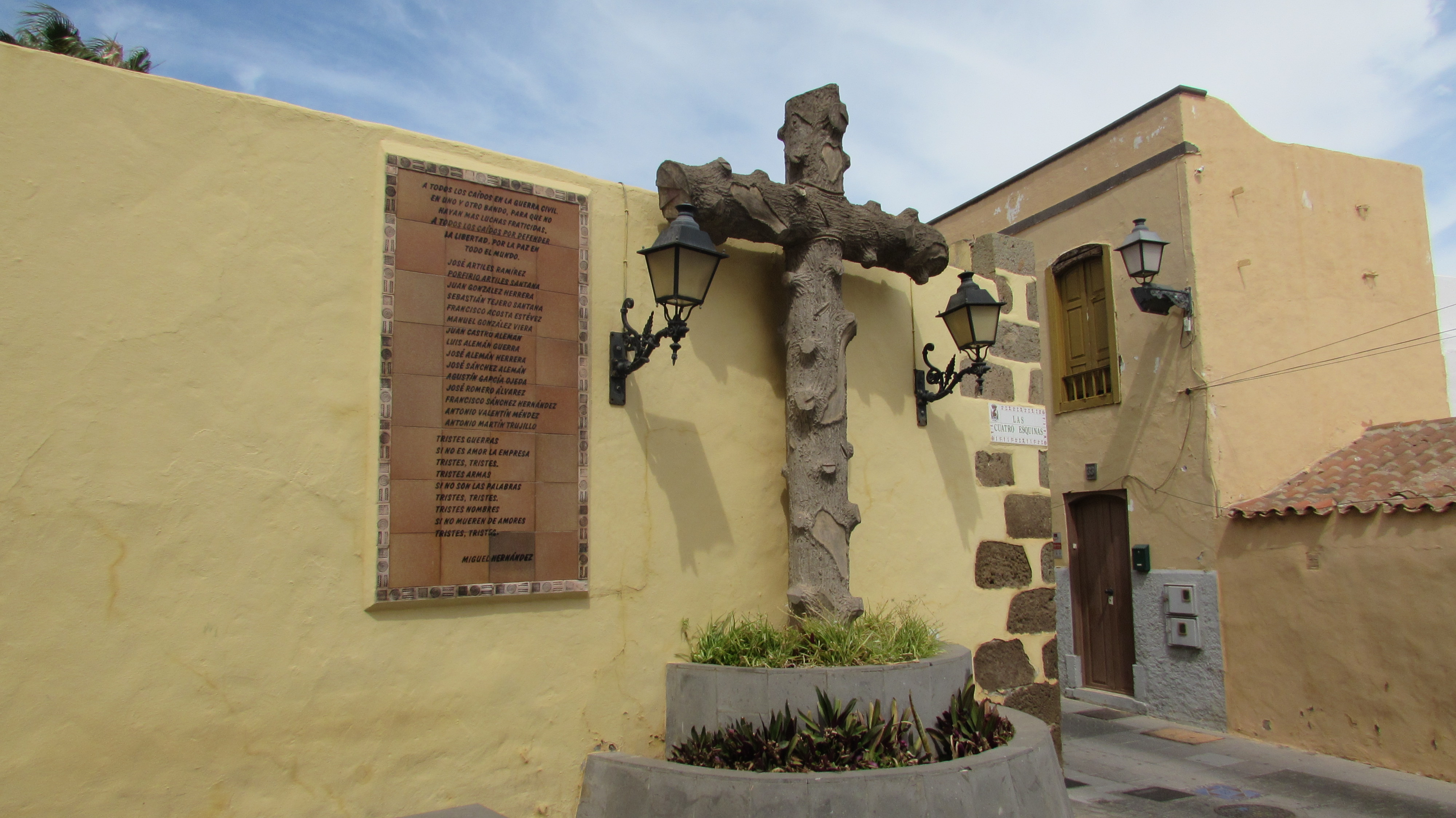
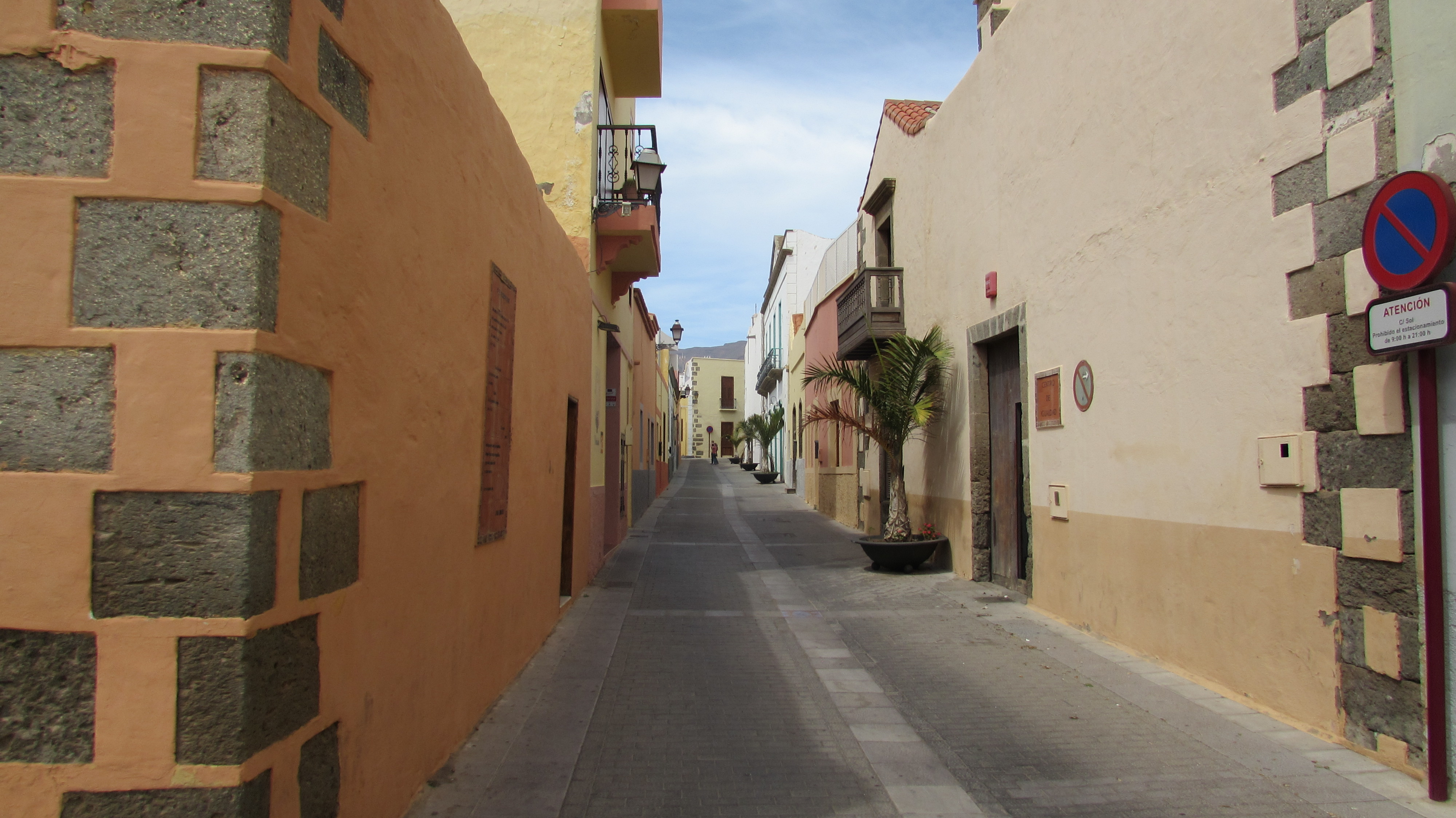
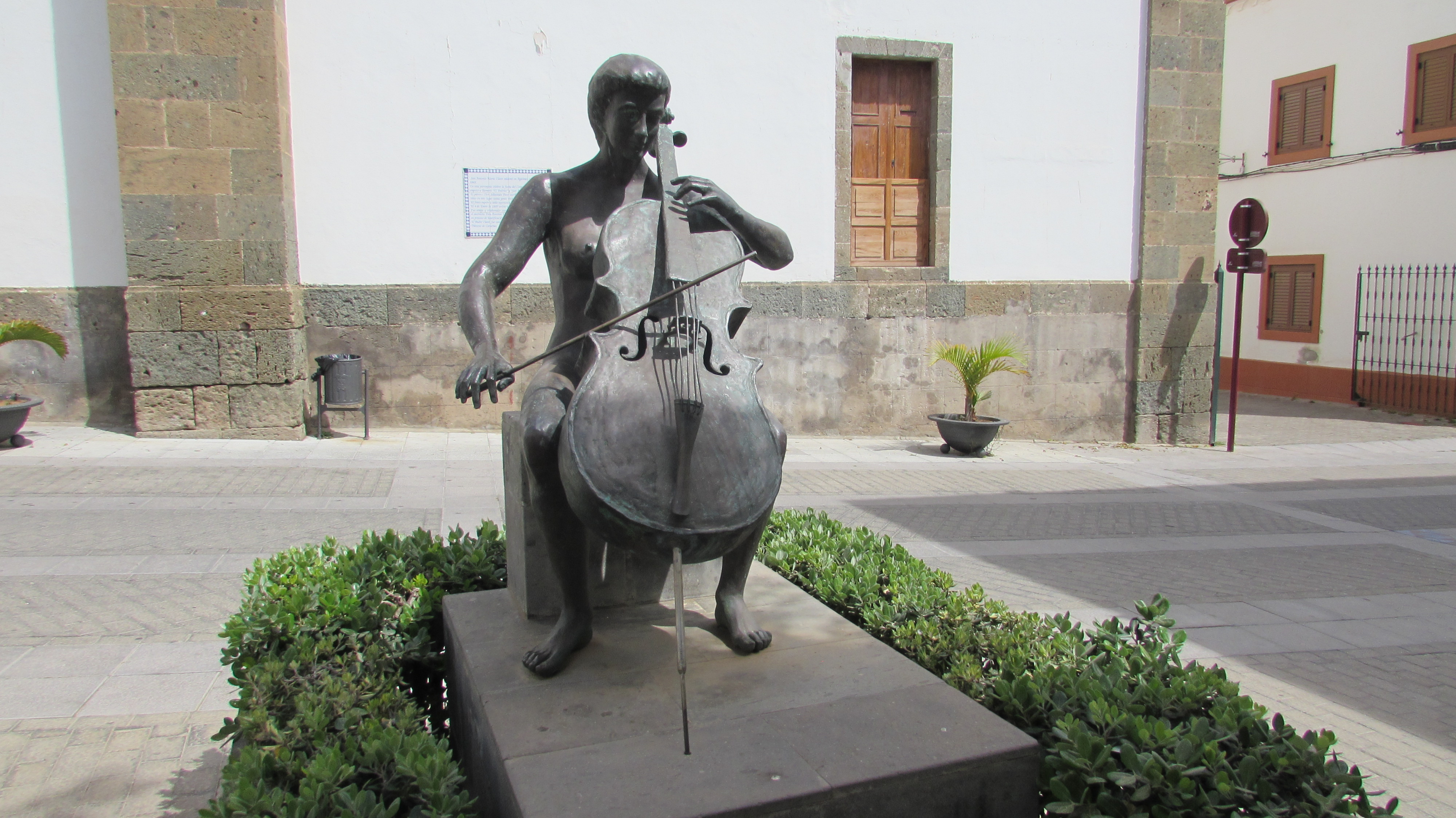
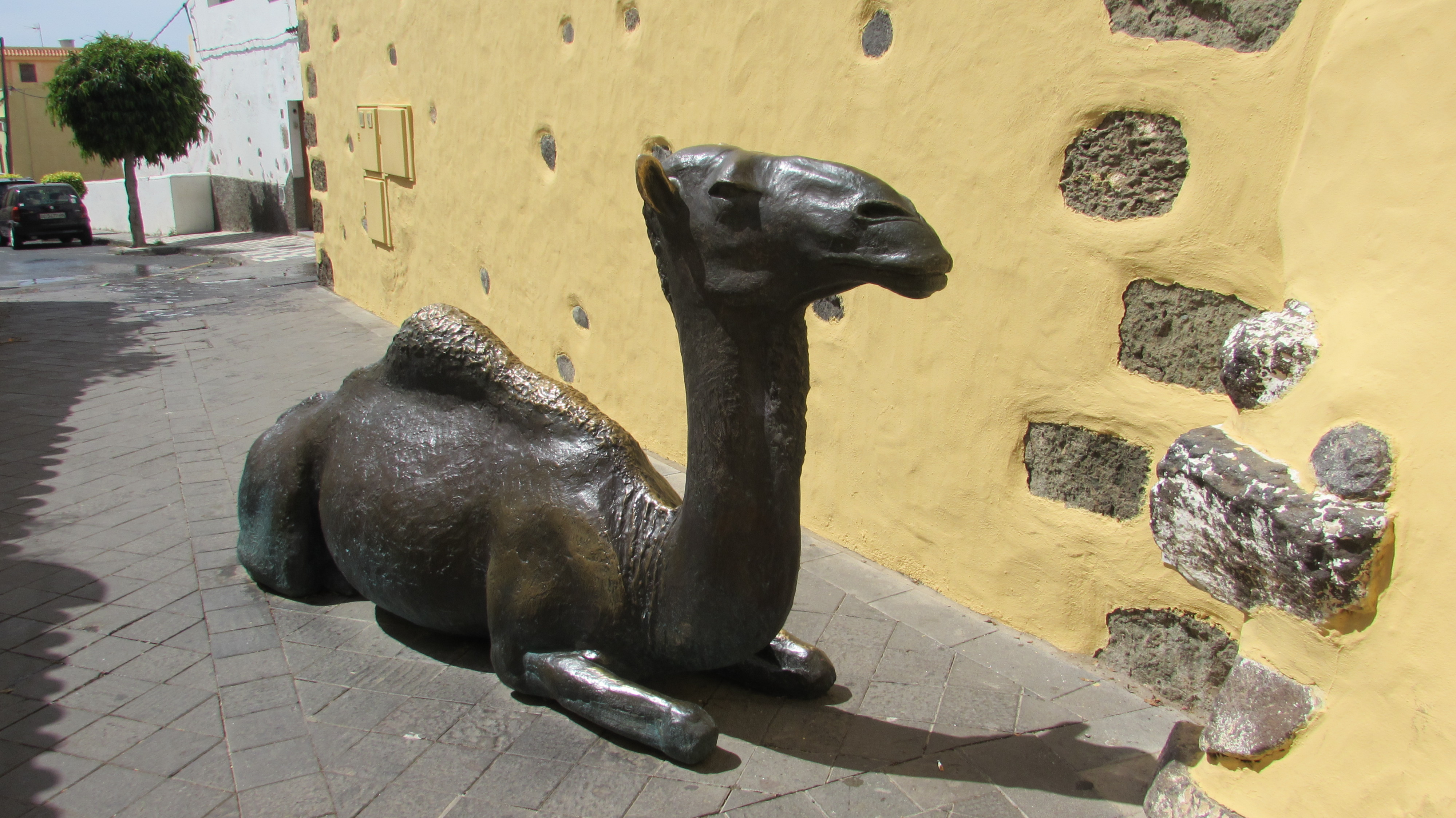
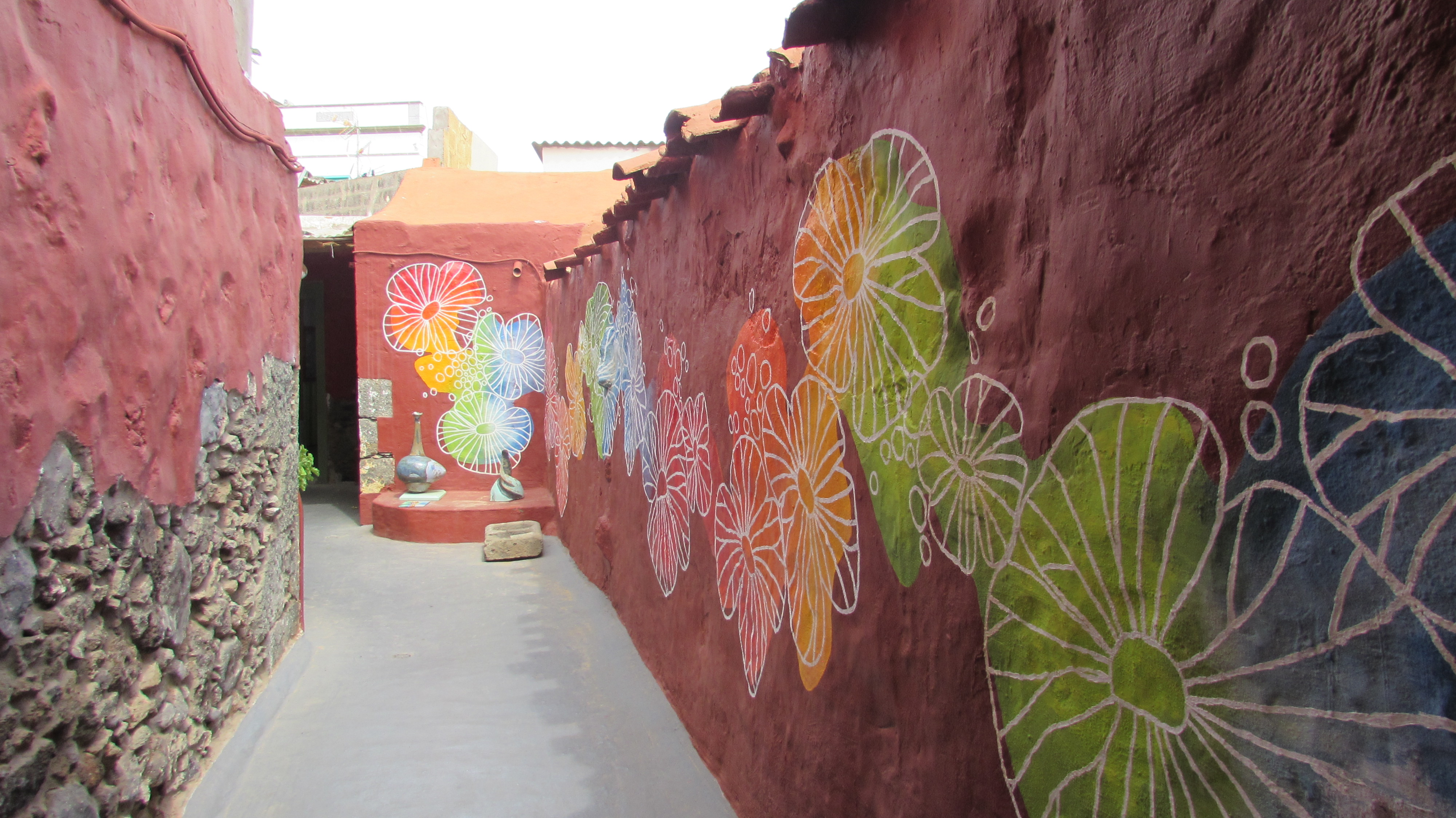

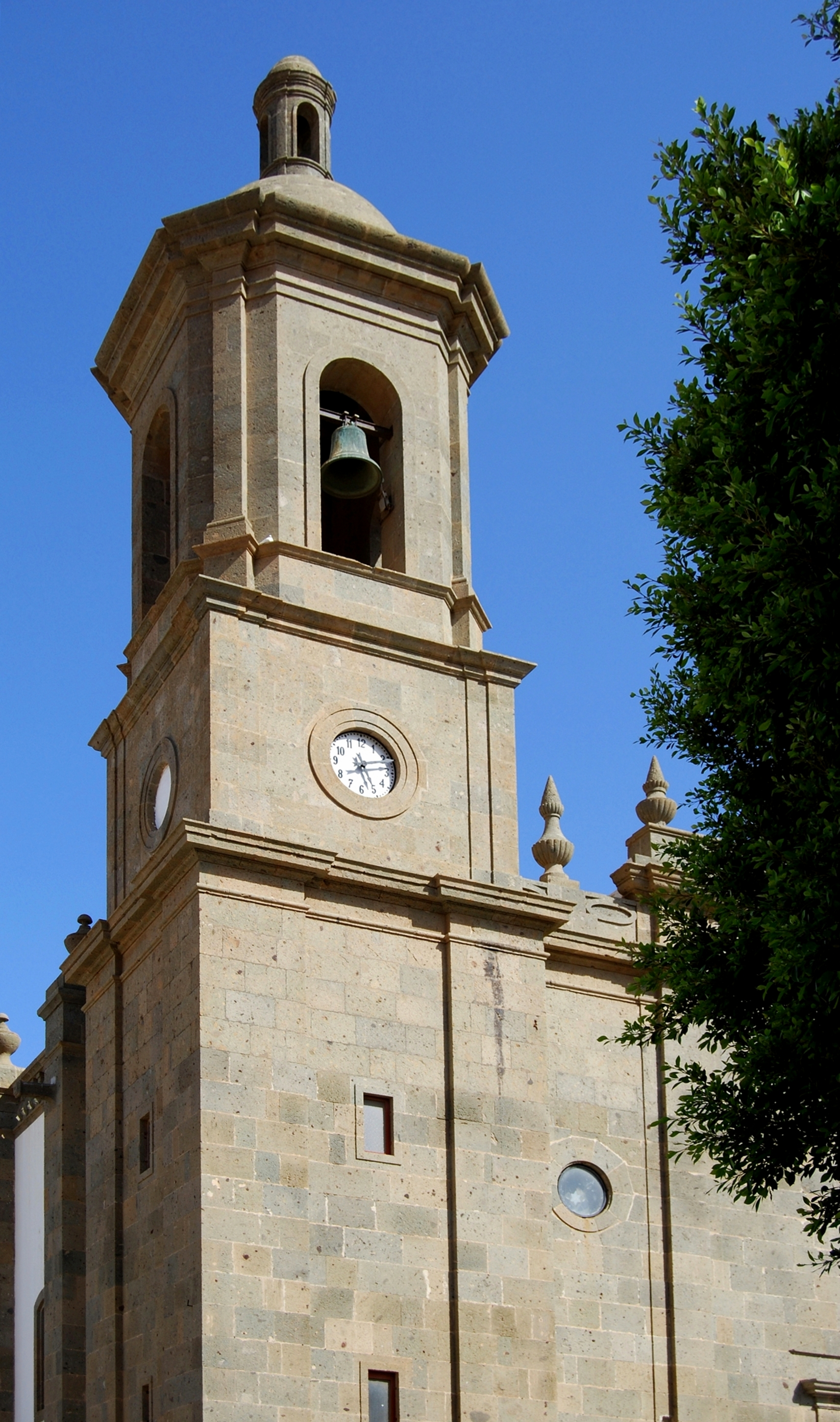
Ein Turm der klassizistischen Kirche San Sebastián von 1796

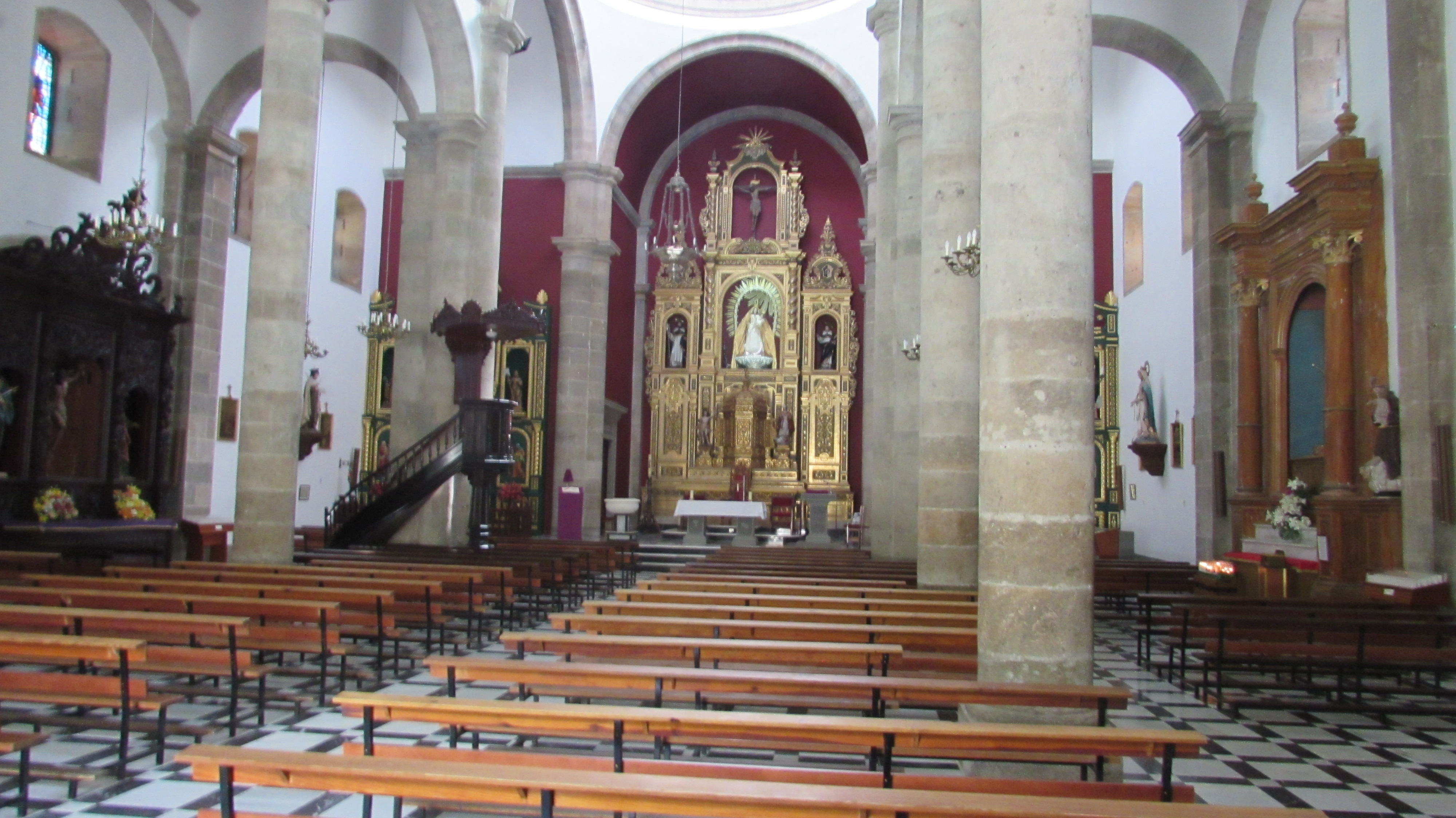
Innenansicht

## Bauwerke und Sehenswürdigkeiten
Der Ortskern des Dorfes Agüimes wurde als Conjunto histórico-artístico klassifiziert.
- Salinen von Arinaga: um 1820 erbaute Anlage von Meerwassersalinen
- Morros de Ávila: künstlich angelegte Hügel- und Höhlenanlagen aus prähispanischer Zeit
- Barranco de Guayadeque: ursprünglich prähispanische Höhlensiedlung, bis heute teils bewohnt
- Barranco de Balos: Fundzone prähispanischer Petroglyphen
- Faro von Orinaja/Aguimes
- Pfarrkirche San Sebastián: klassizistischen Bau von 1796
- Casa de la Cámara Episcopal
- Barrio de Temisas
- Cuevas y Graneros de la Audiencia
- Cuevas y Hornos del Centro Alfarero de la Atalaya
- Solarkraftwerk Emicela, seit 2011

## Einwohner
| Jahr | Einwohner | Bevölkerungsdichte |
| ---- | --------- | ------------------ |
| 1991 | 16.156    | -                  |
| 1996 | 16.284    | -                  |
| 2001 | 20.124    | 254,7 Ew./km²      |
| 2002 | 22.567    | -                  |
| 2003 | 23.572    | 297,3 Ew./km²      |
| 2004 | 24.460    | 309,0 Ew./km²      |
| 2005 | 25.541    | 322,2 Ew./km²      |

## Wirtschaft
Das Solarkraftwerk Emicela ging 2011 ans Netz.
- Poligono Agüimes Ansammlung von mehreren hundert Firmen
- Zona ZEC Bedeutende Freihandelszone

## Barranco de Balos

Barranco de Balos
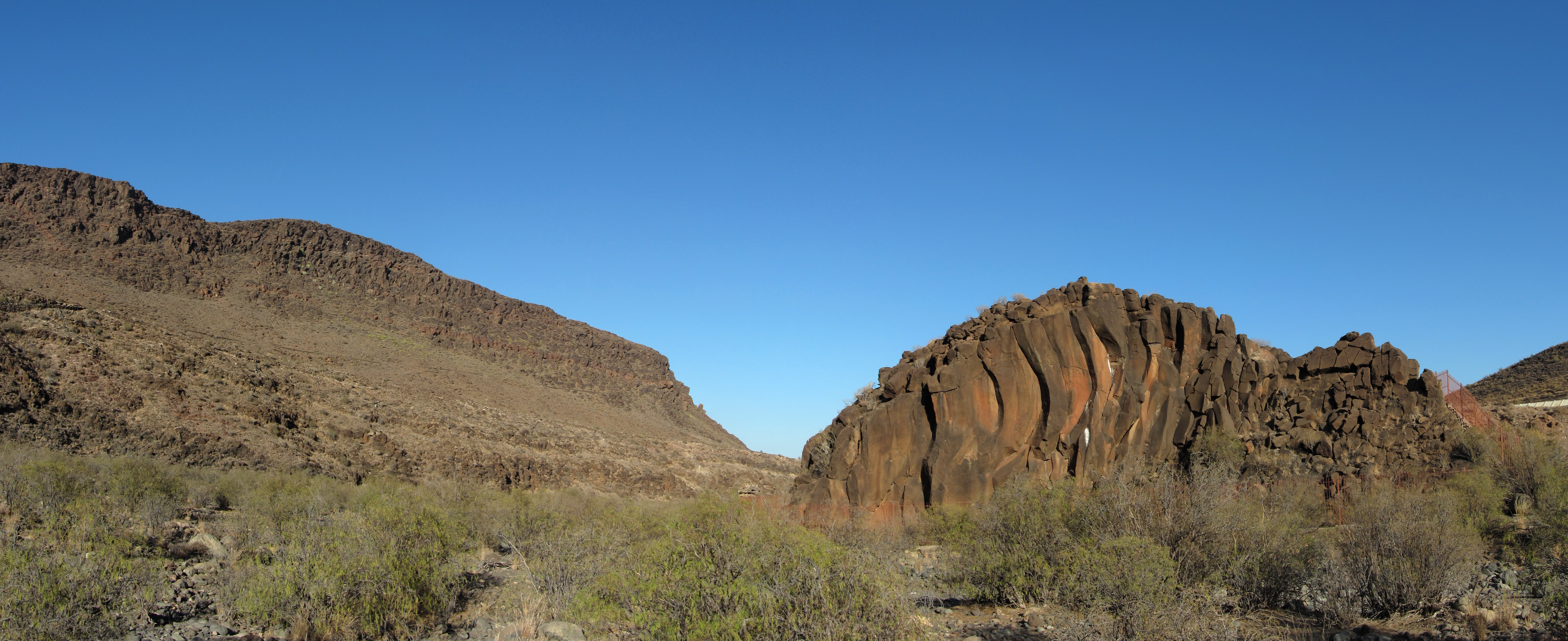
Letreros de Balos
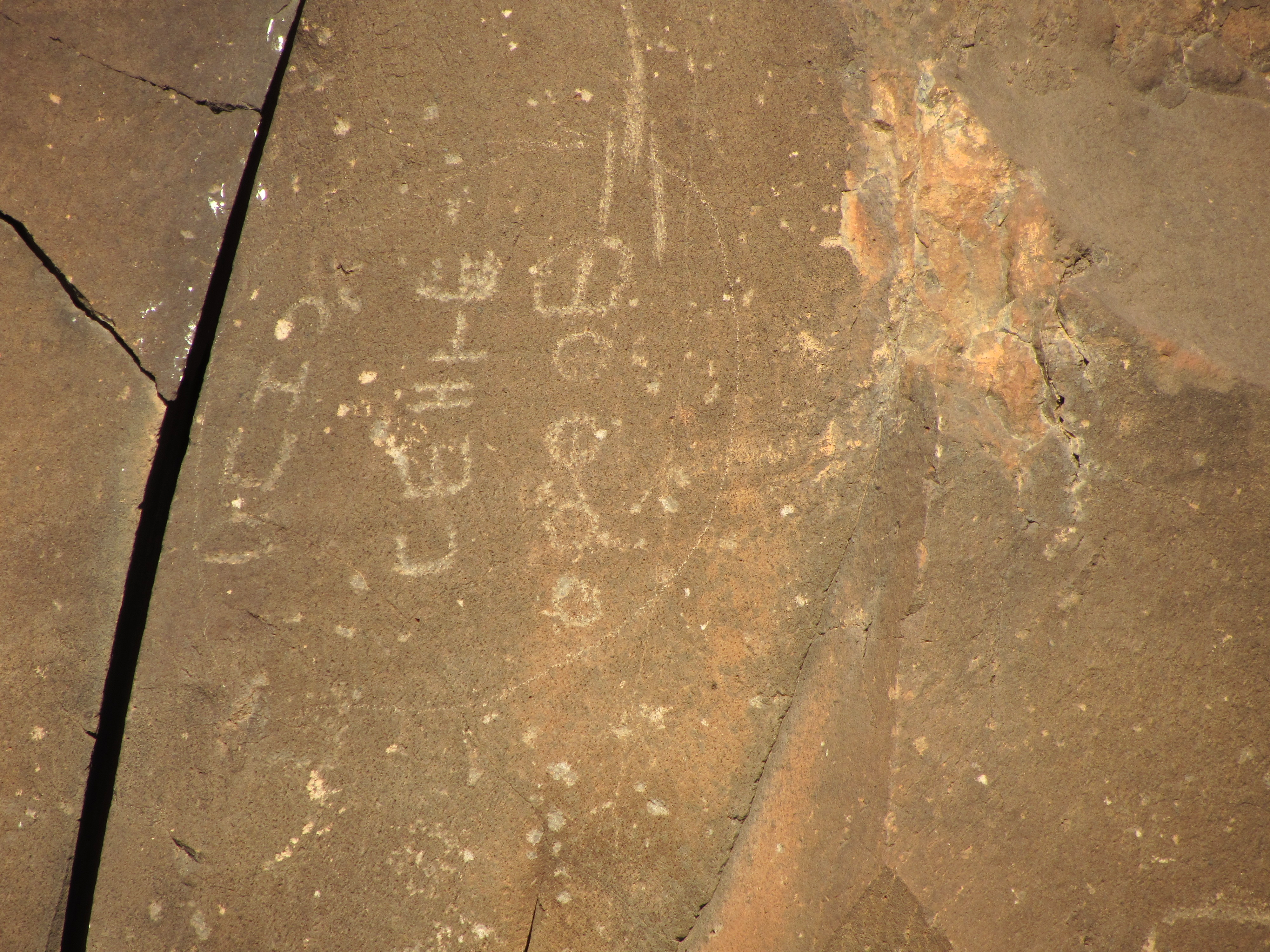
Petroglyphen
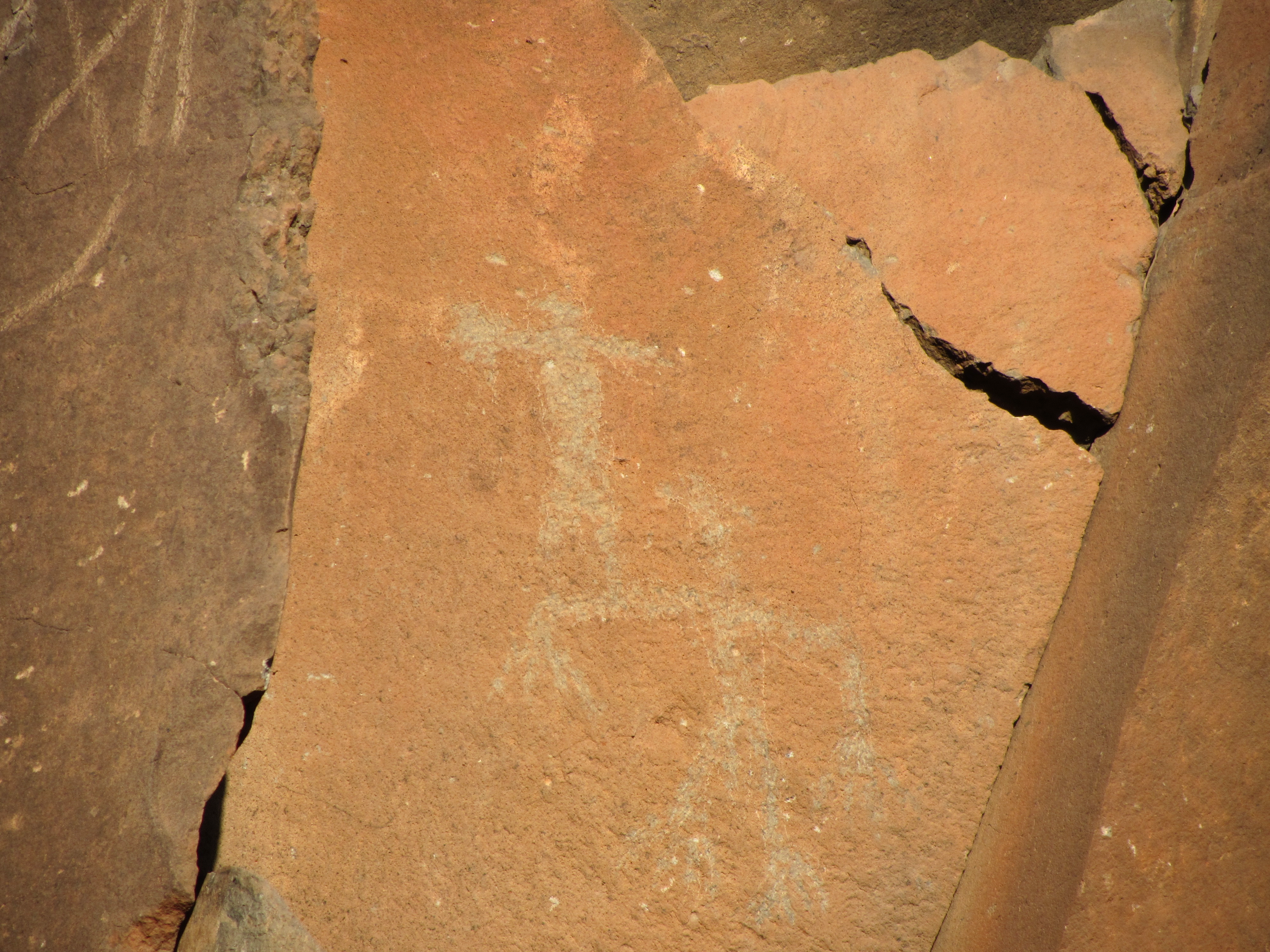
Petroglyphen
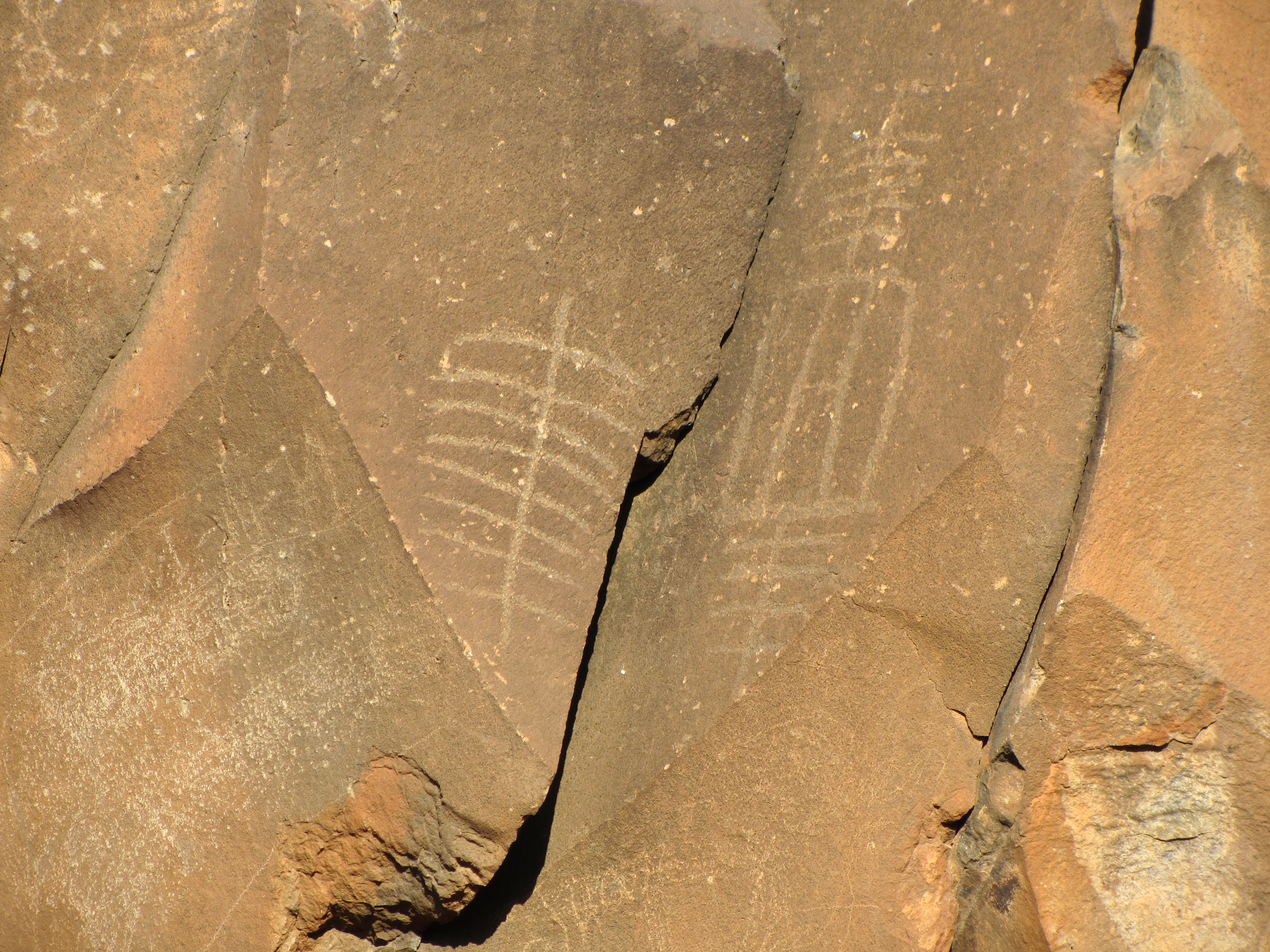
Petroglyphen
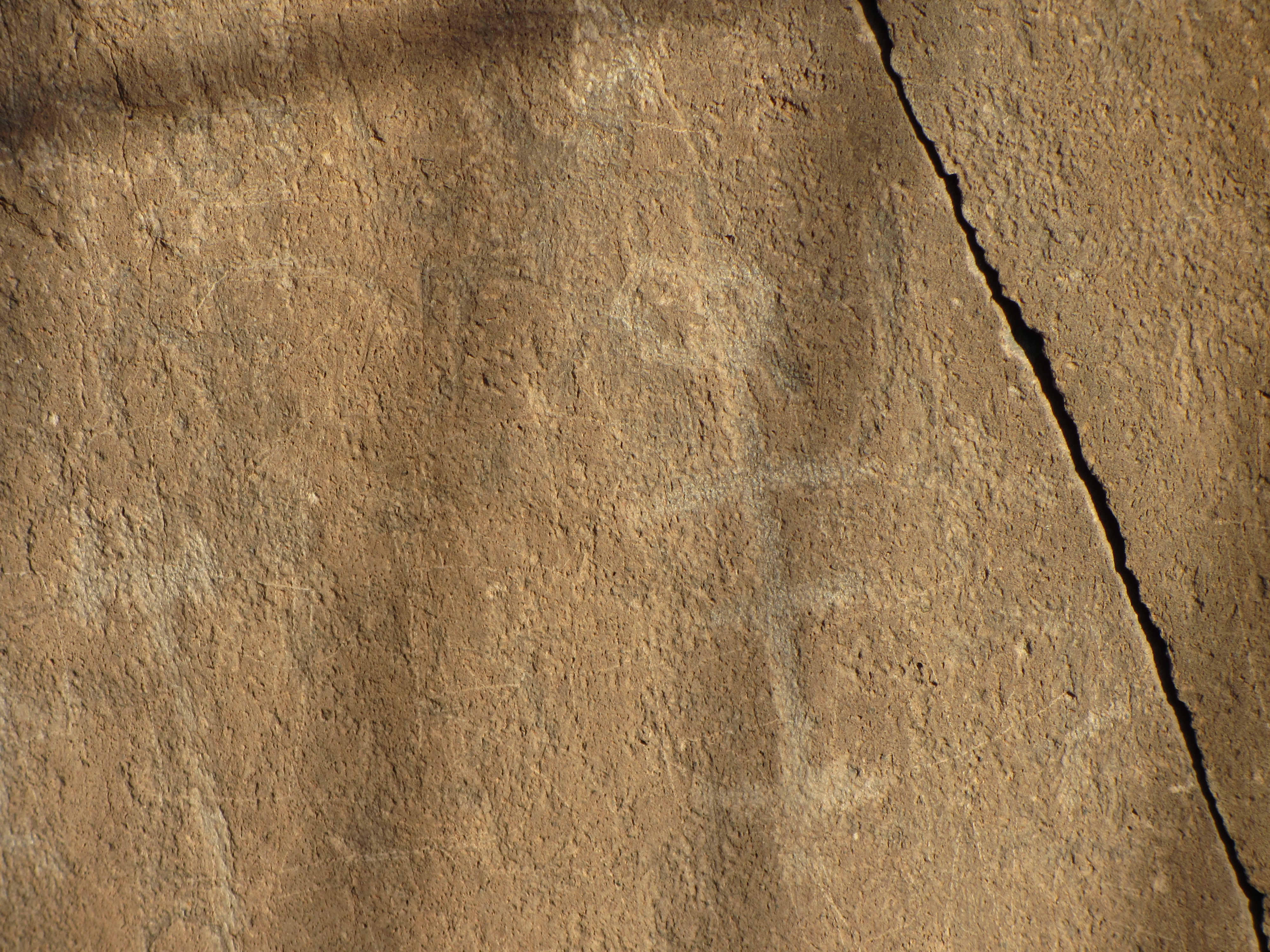
Petroglyphen